# Sphenomorphus beyeri
Sphenomorphus beyeri е вид влечуго от семейство Сцинкови (Scincidae). Видът е почти застрашен от изчезване.

## Разпространение и местообитание
Разпространен е във Филипини.
Обитава градски и гористи местности.

## Описание
Популацията на вида е стабилна.